# Pług śnieżny
Pług śnieżny – kołowy (może być również szynowy) pojazd specjalny służący do odśnieżania drogi lub toru, czyli usuwania śniegu. Odśnieżanie odbywa się za pomocą lemiesza lub wirnika. W połączeniu z rozrzutnikiem mieszaniny piasku z chlorkami (NaCl, KCl) obniżającymi temperaturę topnienia śniegu nazywa się pługopiaskarką.

## Galeria

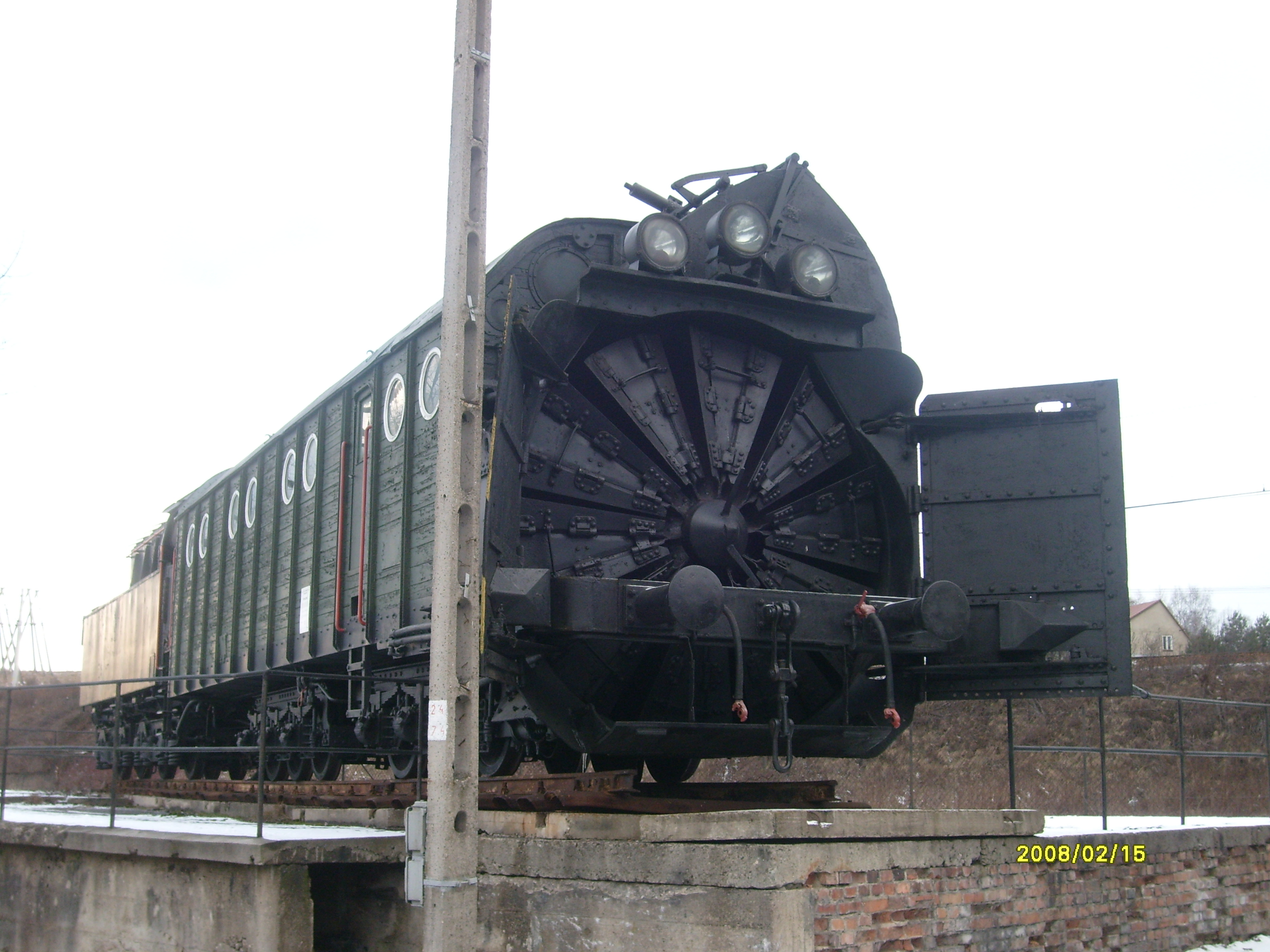
Kolejowy pług wirnikowy Henschel w Chabówce
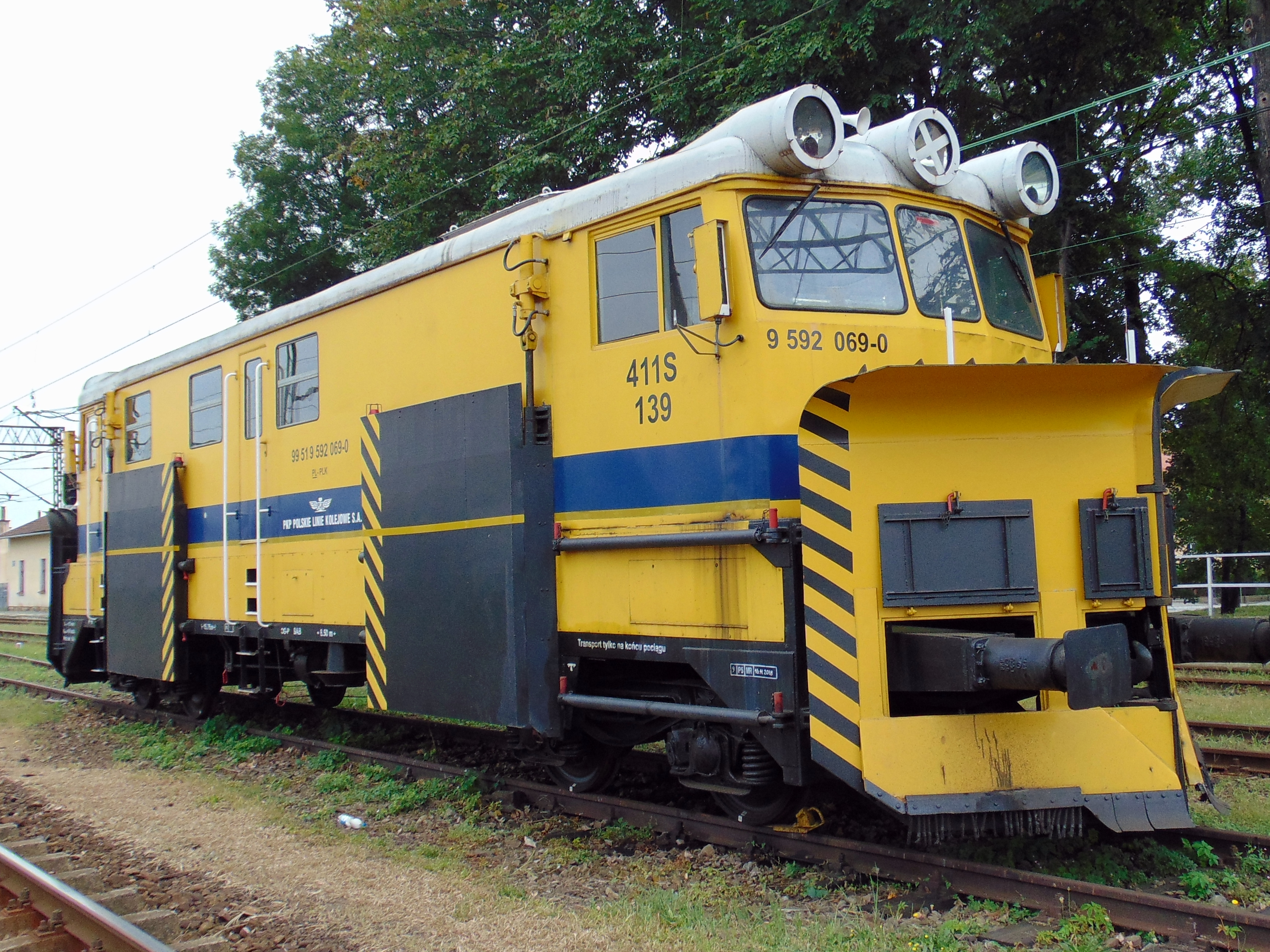
Polski pług śnieżny 411S
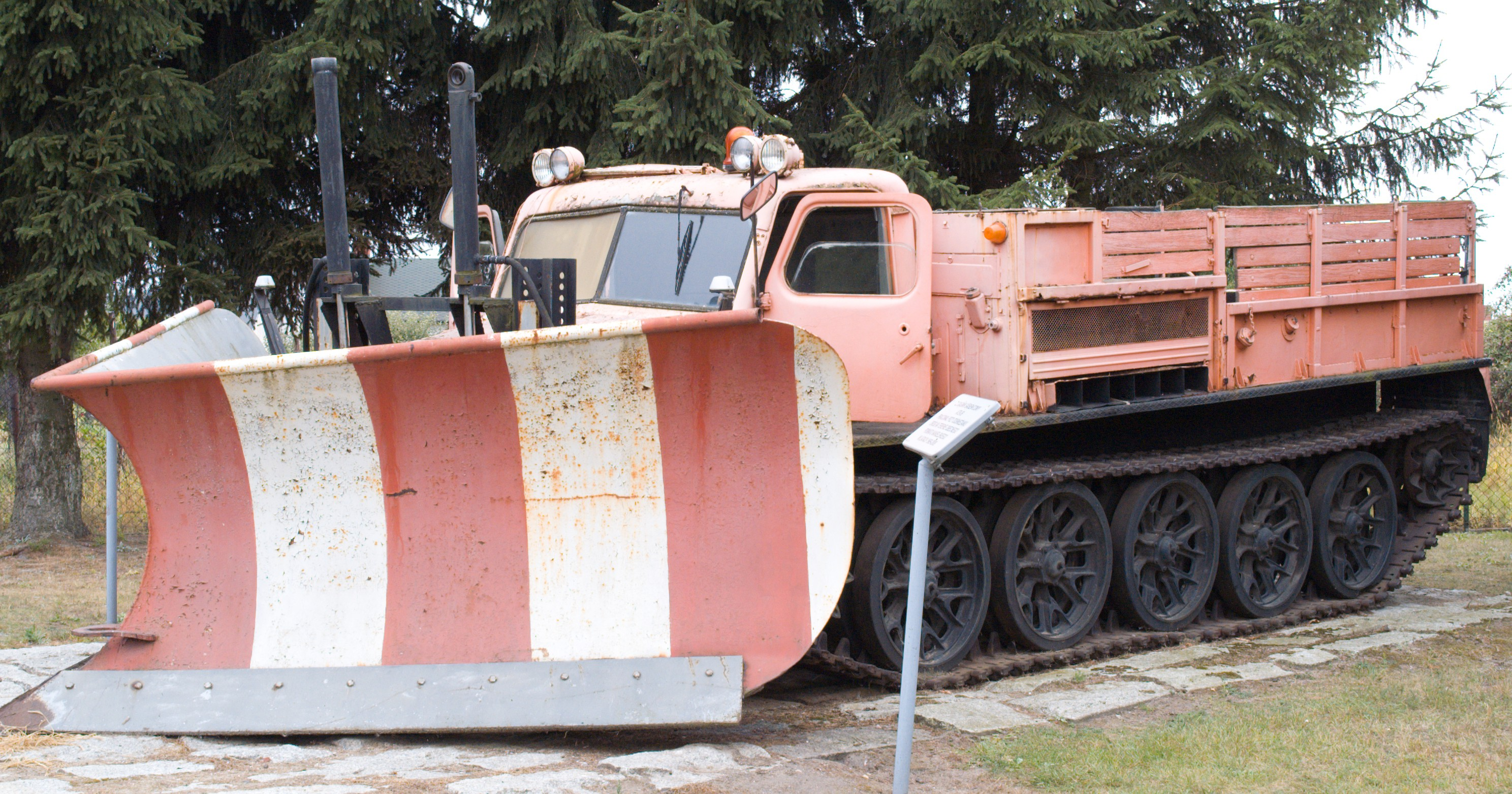
Ciągnik artyleryjski ATS-59 z lemieszem w Skansenie Maszyn i Sprzętu Drogowego w Ciechocinku
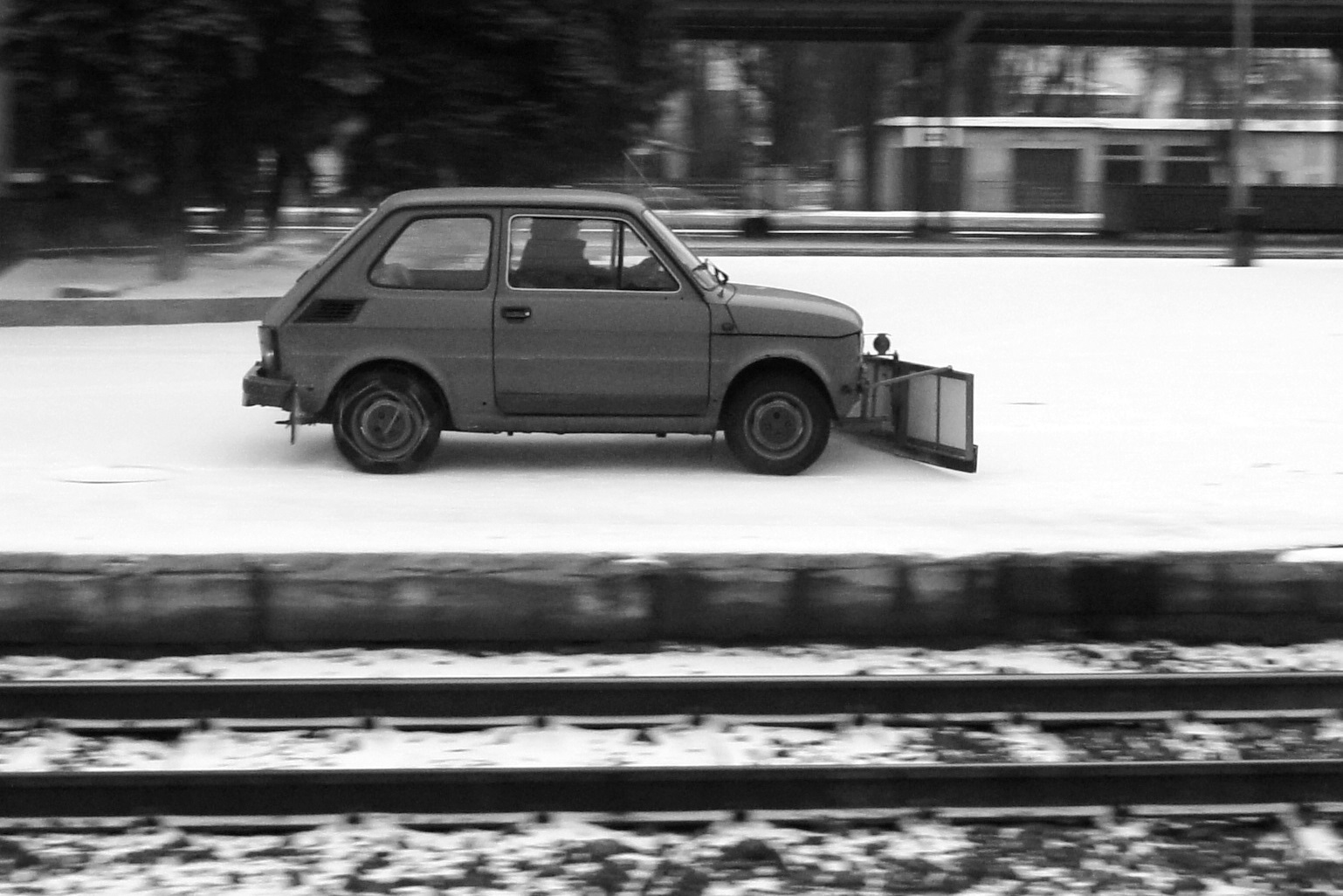
Podczas pracy na stacji kolejowej w Krzyżu Wlkp. (styczeń 2014 r.)
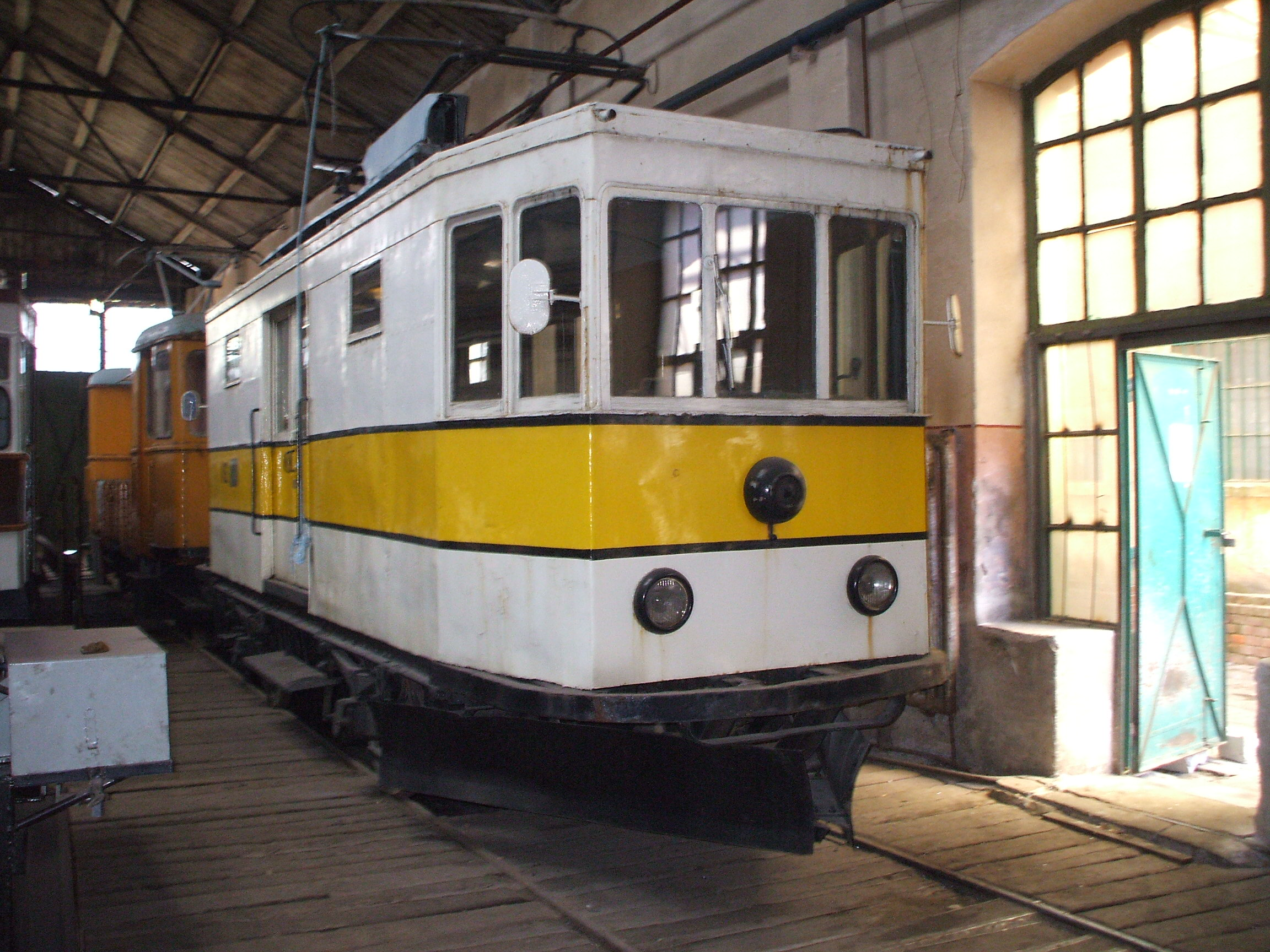
Pług śnieżny (tramwaje w Timișoarze)
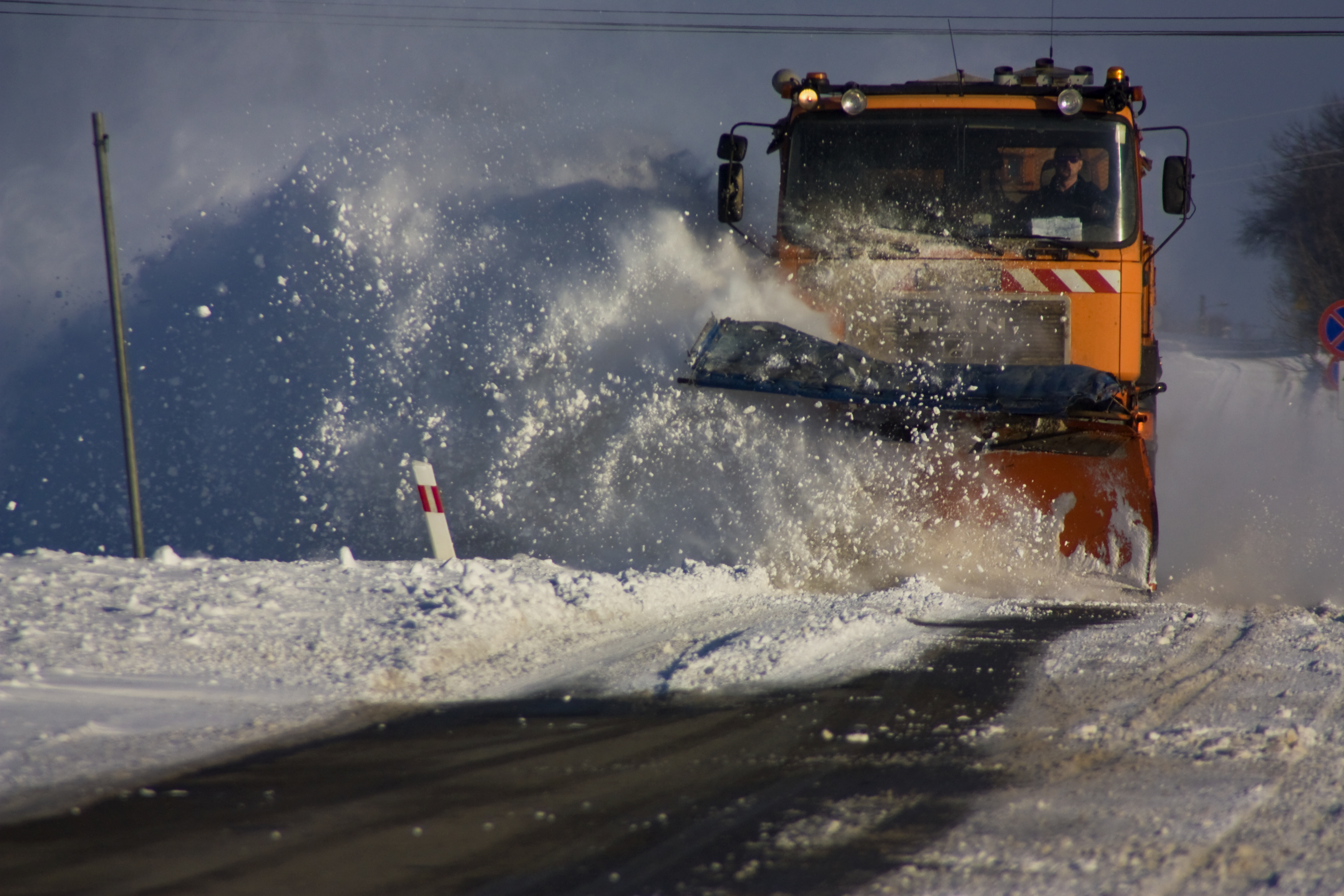
Pług śnieżny podczas pracy